# Grote kartuizerslak
De grote kartuizerslak (Monacha cantiana) is een slakkensoort uit de familie van de Hygromiidae. De wetenschappelijke naam van de soort werd in 1803 voor het eerst geldig gepubliceerd door George Montagu.

## Kenmerken
Het slakkenhuisje is 11 tot 14 mm hoog en 16 tot 20 mm breed als hij volgroeid is. Het is bolvormig met een laag conische top. Er zijn 5,5 tot 6 convexe windingen gescheiden door een heldere, ingedrukte hechtdraad. De windingen zijn goed afgerond aan de omtrek. De navel is erg klein, slechts ongeveer een zevende tot een negende van de diameter van de schaal. Het wordt bijna bedekt door de vouw van de snuit in het gebied van de spil. De topwinding zakt slechts licht naar de rand van de krans en iets direct voor de mondrand. De mond is licht elliptisch afgeplat. De mondrand is scherp en slechts licht naar buiten gebogen. Binnenin wordt een vage witachtige tot roodachtige lip gevormd.
Het huisje is roomwit, geelachtig tot geelbruin, vaak donkerder tot een donkerder roodbruin naar de mond toe. Het is transparant en de donkere vacht schijnt erdoorheen. Het oppervlak vertoont dichte groeistroken. Hierdoor glanst het oppervlak slechts zwak. In de buurt van de snuit kan soms onduidelijk brede, roodachtige band gevormd worden. Zeer jonge dieren zijn behaard, welke ze verliezen naarmate ze ouder worden.
Het zachte lichaam van het dier is lichtgrijs, ook iets roodachtig aan de voorkant. De tentakels zijn grijsbruin.

### Vergelijkbare soorten
Het huisje van de kleine kartuizerslak (Monacha cartusiana) is gemiddeld kleiner. Het kleurcontrast van de lip en de mondrand is veel duidelijker, en de navel is ook wat smaller. Euomphalia strigella en de gewone struikslak (Fruticicola fruticum) hebben nog een navel.

## Verspreiding en leefgebied
Het verspreidingsgebied was oorspronkelijk waarschijnlijk beperkt tot Italië, Zuid-Frankrijk en Noord-Spanje. Het werd vermoedelijk al in de Romeinse tijd naar Noordwest-Frankrijk, de Benelux-landen en Zuid-Engeland, mogelijk zelfs naar Noord-Duitsland vervoerd. Het is uiterst zeldzaam in Duitsland. Het werd voor het eerst ontdekt in de Tsjechische Republiek in 2010.
Het leefgebied van de grote kartuizerslak is de kruidachtige laag van bermen, spoorbanen, houtwallen, braakliggende terreinen en struikgewas: ze komen ook voor op dijken en in duinen. Het leeft het liefst in goed waterdoorlatende, kalkrijke grond. Het komt niet voor in het bos.